# 大鏡
『大鏡』（おおかがみ）は、平安時代後期の白河院政期に成立したとみられる紀伝体の歴史物語である。

## 概要
『大鏡』はいわゆる「四鏡」の最初の作品であり、内容的には2番目に古い時代を扱っている。非凡な歴史観がうかがえる問答体の書で、三巻本・六巻本・八巻本がある。
書名の『大鏡』とは、「歴史を明らかに映し出す優れた鏡」の意味である。古くは世継物語（よつぎものがたり）・世継の翁が物語（よつぎのおみながものがたり）・世継のかがみの巻（よつぎのかがみのまき）・摩訶大円鏡（まかだいえんきょう）などとも呼ばれており、作者の付けた書名は無かったものと考えられている。
作者は不詳だが、摂関家やその縁戚の村上源氏に近い男性官人説が有力で、藤原為業・藤原能信・藤原資国・源道方・源経信・源俊明・源俊房・源顕房・源雅定らの名が挙げられているが、近年では村上源氏の源顕房とする説がやや有力とみなされている。

## 内容
文徳天皇が即位した嘉祥3年（850年）から後一条天皇の万寿2年（1025年）に至るまで14代176年間の宮廷の歴史を、藤原北家、ことに道長の栄華を軸にして、大宅世継（190歳）と夏山繁樹（180歳）という長命な二人の老人が雲林院の菩提講で語り合い、それを若侍が批評するという対話形式で書かれている。
和語（大和言葉）に漢語・仏教用語を交えて書かれており、簡潔でありながら豊かな表現に富む。藤原兼通・兼家兄弟の権力争いや、藤原道兼が花山天皇を欺いて出家させる場面では、権力者の個性的な人物像が描写されている。そこには権力欲への皮肉も垣間見える。
結末の後に「二の舞の翁の物語」などと呼ばれる後日譚が加えられているが、この増補は「皇后宮大夫」が行ったものと記されていることから、これを行ったのは同時期に皇后宮大夫を務めていた源雅定、あるいはその前任者の藤原家忠であろうと推測されている。
作中で大宅世継は、自分が生まれたのは清和天皇が譲位した年の1月15日だと言っている。

## 構成
- 序(三巻本天、五巻本一、六巻本一)
  - 雲林院の菩提講で行き会った翁二人が昔物語を始める
- 帝紀(三巻本天、五巻本二、六巻本一)
  - 文徳天皇
  - 清和天皇
  - 陽成天皇
  - 光孝天皇
  - 宇多天皇
  - 醍醐天皇
  - 朱雀天皇
  - 村上天皇
  - 冷泉天皇
  - 円融天皇
  - 花山天皇
  - 一条天皇
  - 三条天皇
  - 後一条天皇（当代）
  - 翁が「あきらけき鏡にあへば過ぎにしも今行く末のことも見えけり」と言う
- 列伝
  - 左大臣 藤原冬嗣(三巻本天、五巻本三、六巻本二)
  - 太政大臣 藤原良房（摂政）
  - 右大臣 藤原良相
  - 権中納言従二位左兵衛督 藤原長良
  - 太政大臣 藤原基経（摂政・関白）
  - 左大臣 藤原時平
  - 左大臣 藤原仲平
  - 太政大臣 藤原忠平（摂政・関白）
  - 太政大臣 藤原実頼（摂政・関白）
  - 太政大臣 藤原頼忠（関白）
  - 左大臣 藤原師尹
  - 右大臣 藤原師輔(三巻本地、五巻本三、六巻本三)
  - 太政大臣 藤原伊尹（摂政）
  - 太政大臣 藤原兼通（関白）
  - 太政大臣 藤原為光
  - 太政大臣 藤原公季
  - 太政大臣 藤原兼家（摂政・関白）(古本地、五巻本三、六巻本四)
  - 内大臣 藤原道隆（摂政・関白）
  - 右大臣 藤原道兼（関白）
  - 太政大臣 藤原道長上（摂政）(三巻本人、五巻本三、六巻本五)
  - 藤氏物語(古本人、五巻本四、六巻本五)
  - 太政大臣 藤原道長下（摂政）(三巻本人、五巻本三、六巻本六)
  - 昔物語(三巻本人、五巻本五、六巻本六)

## 注解書
- 「古典全集」版
  - 『日本古典文学大系　大鏡』松村博司校注、岩波書店 新装版、ISBN 4000044915
  - 『新潮日本古典集成　大鏡』石川徹校注、新潮社、ISBN 4106203820
  - 『新編 日本古典文学全集34　大鏡』橘健二[注釈 4]・加藤静子[注釈 5]校注・訳、小学館、ISBN 4096580341

- 文庫判
  - 『大鏡』松村博司校注、岩波文庫、ISBN 4003010418　
  - 『大鏡』佐藤謙三校注・訳、角川文庫、ISBN 4044038015
  - 『大鏡　全現代語訳』保坂弘司校注・訳、講談社学術文庫、ISBN 978-4061584914
  - 『大鏡　ビギナーズ・クラシックス』武田友宏[注釈 6]編訳、角川ソフィア文庫、ISBN 404357424X